# Vieraugen-Falterfisch

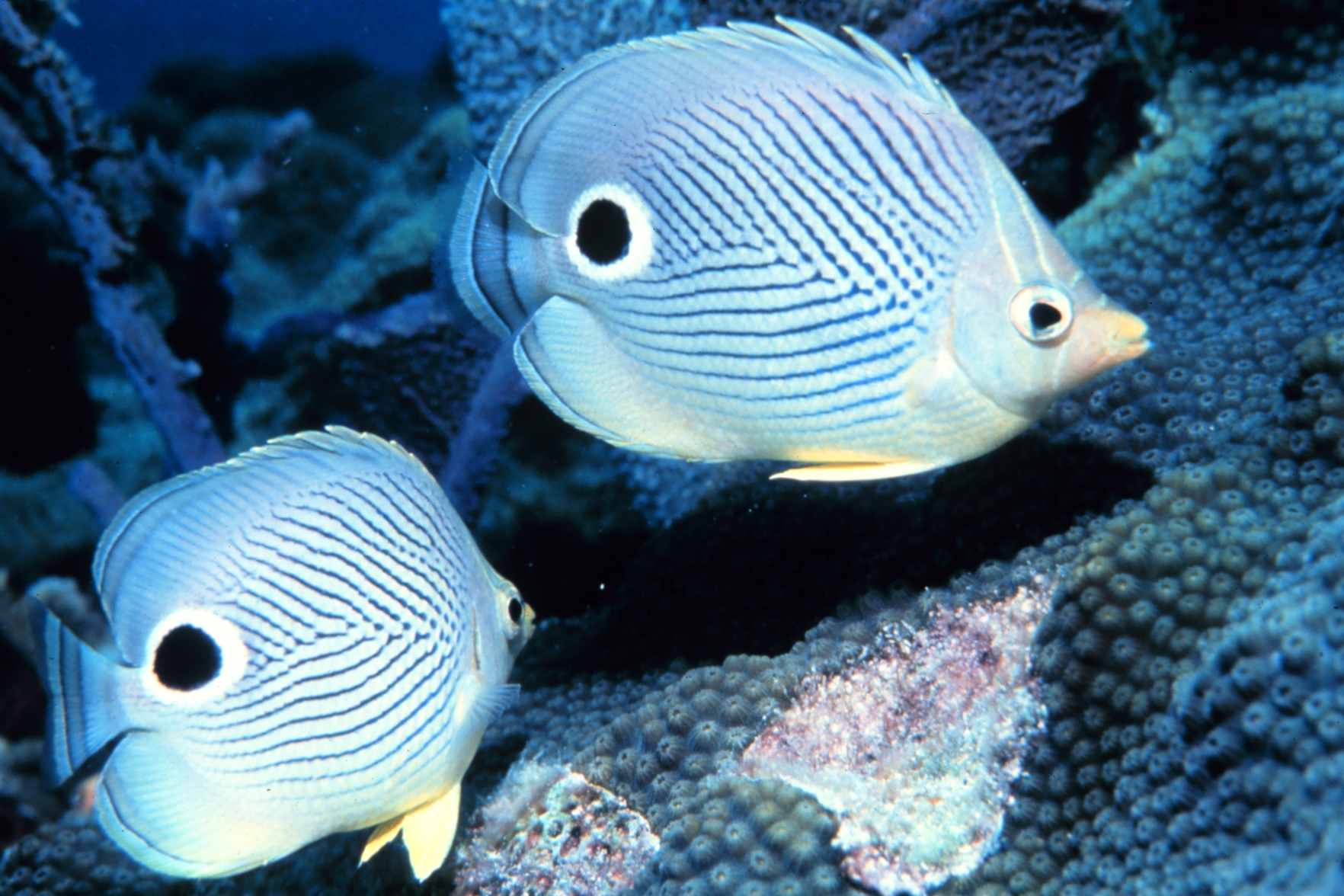
Vieraugen-Falterfisch (Chaetodon capistratus)

Der Vieraugen-Falterfisch (Chaetodon capistratus) oder Pfauenaugen-Falterfisch ist eine Art aus der Familie der Falterfische. 

## Beschreibung
Der Fisch hat einen hochrückigen, seitlich abgeflachten Körper. Wie für viele Falterfische typisch hat auch der Pfauenaugen-Falterfisch an der Schwanzwurzel einen auffälligen, weiß umsäumten, schwarzen Augenfleck. Dieser Augenfleck ist eine Anpassung an optisch orientierte Fressfeinde. Raubfische fokussieren sich bei der Verfolgung ihrer Beutefische häufig auf deren Augen und werden so in Hinblick auf deren Fluchtrichtung getäuscht. 
Bis zu einer Länge von drei Zentimeter haben Jungfische noch einen zusätzlichen Augenfleck im hinteren Bereich der Rückenflosse und drei senkrechte Körperstreifen. Ein schwarzer Streifen, der beim ausgewachsenen Tier verblasst, tarnt dabei das Auge. Die beiden weiteren Streifen sind breiter und eher braun. Der Vieraugen-Falterfisch erreicht eine Länge von bis zu 15 cm, bleibt aber meist nur 10 cm. 

### Nahrung
Vieraugen-Falterfische ernähren sich von Algen, Borstenwürmern, Seescheiden, Gorgonien und anderen Korallen.

## Vorkommen
Er lebt in 1 bis 20 Meter Tiefe in der Karibik, dem Golf von Mexiko und an der Ostküste der Vereinigten Staaten, wo er nördlich bis nach Massachusetts geht. In der Karibik und bei den Westindischen Inseln ist er der häufigste Falterfisch. Juvenile Tiere leben in kleinen Gruppen, Adulte fast immer paarweise.